# Color Graphics Adapter

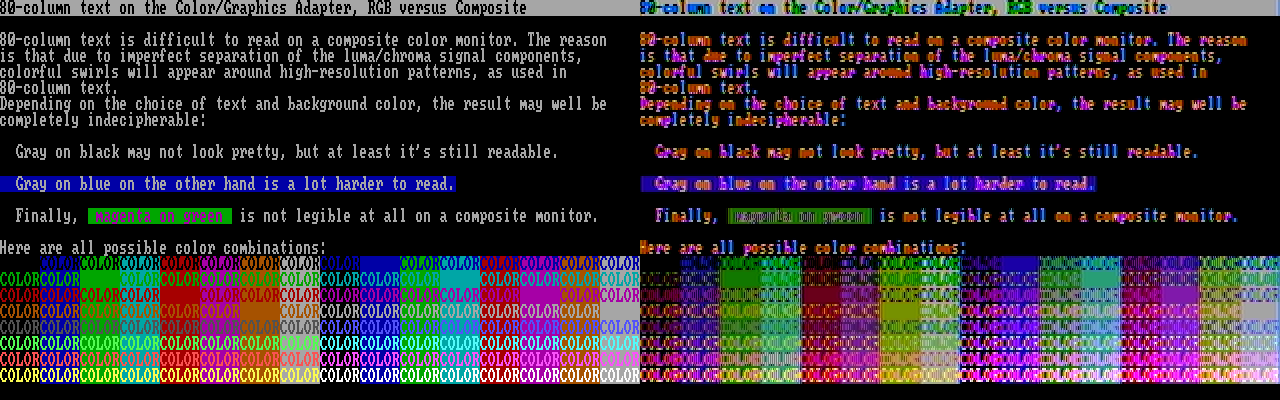
RGBとコンポジット映像でのテキスト80桁表示の比較

Color Graphics Adapter (CGA) は、1981年にIBM PC用に販売された、IBMのカラーグラフィックスカードで、後の標準となった。
CGAは4つのテキストモードと2つのグラフィックモードの、計6つの表示モードを持つ。後継のEGA、MCGA、VGA等はCGAの全ての表示モードを持ち、上位互換である。

## 概要
CGA(Color Graphics Adapter)は1981年のオリジナルのIBM PC用の最初のグラフィックカードとして登場し、初期には Color/Graphics Adapter や IBM Color/Graphics Monitor Adapter とも呼ばれた 。
CGAは16Kバイトのビデオメモリを備え、IBM 5153などのカラーディスプレイモニタに接続することも、NTSC互換のテレビにコンポジット映像出力することもできる。なおコンポジット映像出力で80x25・640x200表示をすると滲みが出る。またコントローラにはMDA同様モトローラMC6845を用いている。出力は15.75kHz/60HzのTTLレベルRGBIである。転じて15kHz系のRGB映像信号や、640x200などの15kHzで使用される解像度を俗に「CGA」と呼ぶようにもなった。
1984年に発売されたIBM PCjrには CGA Plus がシステムボードに搭載された。後継規格のEGA, MCGA, VGA, SVGA, XGA等は全てCGA上位互換でもある。

## 表示モード
CGAは4つのテキストモードと2つのグラフィックモードの、計6つの表示モード（ビデオモード）をサポートする。ビデオモードはBIOS割り込み(INT 10h, AH=00h, AL=ビデオモード)で切替できる。
| ビデオモード | テキスト解像度 | 画面解像度     | 色数     | QBasic                               |
| ------------ | -------------- | -------------- | -------- | ------------------------------------ |
| 00h          | 40x25          | テキストモード | 2        | -                                    |
| 01h          | 40x25          | テキストモード | 16       | Screen 0; Mode Con: Lines=25 Cols=40 |
| 02h          | 80x25          | テキストモード | 2        | -                                    |
| 03h          | 80x25          | テキストモード | 16       | Screen 0; Mode Con: Lines=25 Cols=80 |
| 04h          | 40x25          | 320x200        | 4        | Screen 1                             |
| 05h          | 40x25          | 320x200        | 4 (白黒) | -                                    |
| 06h          | 80x25          | 640x200        | 2        | Screen 2                             |

また CGA Plus は、CGAのサブセットに独自のモードを追加したもので、以下の表示モードを持つ。
- CGA標準の4つのビデオモード
  - 40x25 16色 テキストモード
  - 80x25 16色 テキストモード
  - 320x200 4色 グラフィックモード
  - 640x200 2色 グラフィックモード
- 新しい3つのビデオモード
  - 160x200 16色 グラフィックモード
  - 320x200 16色 グラフィックモード
  - 640x200 4色 グラフィックモード

## コネクタ
CGAのコネクタは DE-9である。9ピンのVGA端子とはピンアサインが異なり互換性は無い。
| ピン番号 | 機能       |
| -------- | ---------- |
| 1        | GND        |
| 2        | GND        |
| 3        | 赤         |
| 4        | 緑         |
| 5        | 青         |
| 6        | 輝度       |
| 7        | （予約済） |
| 8        | 水平同期   |
| 9        | 垂直同期   |

## 信号
| 方式           | TTLレベル                                |
| 解像度         | 640ドットx200ライン、320ドットx200ライン |
| 水平同期周波数 | 15.75 kHz                                |
| 垂直同期周波数 | 60 Hz                                    |
| 色数           | 16                                       |